# Antero de Quental
 (juillet 2019).
Si vous disposez d'ouvrages ou d'articles de référence ou si vous connaissez des sites web de qualité traitant du thème abordé ici, merci de compléter l'article en donnant les références utiles à sa vérifiabilité et en les liant à la section « Notes et références ».
Antero Tarquínio de Quental, né le 18 avril 1842 à Ponta Delgada, aux Açores, où il se suicide le 11 septembre 1891, est un écrivain portugais, membre de la Génération de 70.
« Prince de la Jeunesse », traducteur de Goethe, poète et philosophe, polémiste redouté, fondateur d'associations ouvrières et de journaux politiques, introducteur au Portugal de l'Association internationale des travailleurs, c'est un brasseur d'idées et meneur d'hommes trop souvent en proie à la dépression, grand ami d'Oliveira Martins et d'Eça de Queiroz.

## Enfance
Antero de Quental est né en 1842 au sein d'une des plus anciennes familles des Açores. Sa mère, Ana Guilhermina da Maia (1811-1876), était originaire de Setúbal. Son père, Fernando de Quental (1814-1873), était un vétéran de la Guerre civile portugaise qui avait participé au débarquement de Mindelo. Antero était également parent de Frei Bartolomeu de Quental, fondateur de la Congrégation de l’Oratoire au Portugal.
Antero prit en 1847 des cours de français auprès d’António Feliciano de Castilho, qui résidait alors à Ponta Delgada. Il commença à écrire des poèmes très jeune, se consacrant principalement, quoique non exclusivement, au sonnet.
En août 1852, il déménagea avec sa mère à Lisbonne où il étudia au Colégio do Pórtico, dont le directeur n’était autre que son ancien précepteur Castilho. Mais l’établissement ferma ses portes et Antero retourna à Ponta Delgada en 1853.
Par la suite, Antero consacra l’essentiel de ses études à la poésie, la politique et la philosophie. En 1855, à l’âge de 16 ans, il était de retour à Lisbonne, puis il rejoignit Coimbra où il fut diplômé du Colégio de São Bento en 1857.

## Années Coimbra
À l'automne 1856, Antero entra à l'université de Coïmbre pour y étudier le droit. Il y manifesta ses premières idées socialistes et se distingua très vite tant par son remarquable talent que par son caractère turbulent et excentrique. Il y fonda la Sociedade do Raio qui prétendait promouvoir la littérature auprès des masses.
En 1861, il publia ses premiers sonnets. 4 ans plus tard, il publia Odes Modernas, influencé par l'expérimentalisme de Proudhon, qui prônait une révolution intellectuelle. La même année, un conflit que l’on désignerait par la suite sous le nom de Question Coimbrã se développa entre les poètes traditionalistes, représentés par Castilho (à l’époque, le chef de file des poètes de l’ancienne génération en activité), et un groupe d’étudiants (qui comprenait entre autres Antero de Quental, Teófilo Braga et Vieira de Castro). Taxant ce groupe des modernes d’exhibitionnisme, d’obscurité et plus généralement de manque de bon sens et de bon goût, Castilho attaqua violemment ces poètes qui prétendaient mener une révolution intellectuelle. En réponse à ces attaques, Antero écrivit Bon Sens et bon goût (Bom senso e bom gosto), A dignidade das lettras et Literaturas Oficiais, textes dans lesquels il défendit l’indépendance des modernes, mettant l’accent sur la mission des poètes dans un contexte de grandes transformations et sur la nécessité d’être les messagers des grandes questions de leur temps, et moquant le ridicule et l’insignifiance du style de Castilho dans ces circonstances.

## Engagement politique
Antero voyagea et s’engagea dans le tourbillon politique et socialiste tout en se laissant aller, au fil des déceptions, à un doux pessimisme. En 1866, il partit vivre à Lisbonne et expérimenta la vie prolétarienne en travaillant comme ouvrier typographe, métier qu’il exerça également à Paris entre janvier et février 1867.
De retour à Lisbonne, en 1868, il forma, avec Eça de Queiroz, Guerra Junqueiro et Ramalho Ortigão, le Cenáculo, un groupe d’intellectuels anarchistes en révolte contre les conventions politiques, sociales et intellectuelles de leur temps. Il fut également l’un des fondateurs du Parti Socialiste portugais. En 1869, il fonda le journal A República avec Oliveira Martins, et en 1872, en compagnie de José Fontana, il commença à publier le magazine O Pensamento Social.
Le plus grand moment de sa vie politique fut sans doute l'organisation, en 1871, des Conférences Démocratiques du Casino de Lisbonne par le groupe de la Génération de 70, événement auquel il insuffla son enthousiasme révolutionnaire. Les cinq conférences qui eurent lieu du 22 mai au 19 juin ouvrirent le Portugal aux idées nouvelles qui traversaient l'Europe : l'Historicisme, l'intérêt pour les sciences sociales et politiques, la critique positiviste à la manière de Taine, l'évolutionnisme de Darwin, un timide intérêt pour les idées de Karl Marx, et surtout de Proudhon, le réalisme dans l'art comme expression d'un nouvel idéal de vie et la croyance dans le progrès des sociétés grâce à la science.

## Maturité tourmentée
En 1873, Antero hérita d’une importante somme d’argent qui lui permit de vivre de ses rentes. Il s’installa à Porto en 1879, et en 1880 adopta les 2 filles de son ami Germano Meireles, mort en 1877. En septembre 1881, pour des raisons de santé, il commença à résider à Vila do Conde. C’est en 1886 qu’il publia son chef-d’œuvre poétique, Sonetos Completos, qui incluent de nombreux éléments autobiographiques et symboliques.
En réaction à l’ultimatum britannique, le 11 janvier 1890, il accepta de présider la Ligue patriotique du Nord. Cet ultime engagement fut éphémère. De retour à Lisbonne, il résida quelques mois chez sa sœur, Ana de Quental. Tout au long de sa vie, Antero avait oscillé entre pessimisme et dépression. Souffrant probablement d’un trouble bipolaire, il était, à l’époque de son dernier séjour à Lisbonne, dans un état de dépression permanente. En juin 1891, il retourna une dernière fois à Ponta Delgada et il s'y donna la mort sur un banc public le 11 septembre 1891, de 2 balles de pistolet dans la bouche.

## Hommages
En 1987, il est représenté sur les billets de banque portugais de 5 000 escudos (environ 25 euros).